# Gördis Hörnlund
Gördis Katarina Hörnlund, född 5 maj 1924 i Torps församling i Västernorrlands län, död 5 september 1996 i Caroli församling i Borås, var en svensk politiker (socialdemokrat).
Hörnlund var riksdagsledamot i andra kammaren 1961–1970, invald i Älvsborgs läns södra valkrets.